# Rainha de Portugal (nau)
O Rainha de Portugal foi uma nau portuguesa, construída pelo mestre Torcato José Clavina e lançada em 1791 pelo estaleiro da Ribeira das Naus, Lisboa. Entre 1798 e 1807, fez parte da Esquadra do Estreito que se encontrava no mar Mediterrâneo, sob o comando do marquês de Nisa, apoiando a ação almirantes ingleses John Jervis e Horatio Nelson nas Guerras Napoleónicas. A nau participou no bloqueio da ilha de Malta. Em 1807, durante a primeira invasão francesa de Portugal, foi um dos navios que transportou a corte do príncipe regente D. João ao Brasil, com a função de transportar D. Carlota Joaquina e alguns dos seus filhos mais jovens, bem como outras figuras importantes.
A nau realizou diversas missões de soberania na América do Sul, até que, em 1821, regressou a Portugal. Em 1833, durante da Guerra Civil Portuguesa, a nau participou de maneira ativa ao lado das forças absolutistas na batalha naval do cabo de São Vicente. O navio foi apresado pelos liberais, tendo voltado ao serviço do governo cartista e desmantelado no ano de 1851. A sua carreira foi de sessenta anos de serviço. A nau Rainha de Portugal era um navio de três mastros, que contava com uma guarnição de 670 homens, incluindo marinheiros e soldados. A nau tinha 57 metros de comprimento por 14,40 metros de boca e tinha a reputação de portar excelentes qualidades náuticas.